# Sylvan Grove Színház és Oszlopcsarnok
A Sylvan Grove Színház és Oszlopcsarnok a Washingtoni Egyetem seattle-i campusán működő szabadtéri színház. Területén megtalálhatóak az egyetem korábbi, 1861-ben épült campusán emelt, 7,3 méter magas ión oszlopok (Hűség, Ipar, Hit, Hatékonyság; angolul Loyalty, Industry, Faith és Efficiency; rövidítésük „LIFE”, angolul „élet”).
A területhez többen paranormális jelenségeket társítanak.

## Története
1908-ban az egyetem korábbi kampuszának lebontása mellett döntöttek. Edmond S. Meany botanikaprofesszor javasolta, hogy az ión oszlopokat helyezzék át az új intézményhez; ezek 1911 és 1920 között a Denny épület közelében voltak, azonban a vezetőség tájidegennek ítélte őket.
Az oszlopok 1921-ben kerültek jelenlegi helyükre; fenntartásuk az egyetem üzemeltetési osztályának feladata.

## Fordítás
- Ez a szócikk részben vagy egészben  a   Sylvan Grove Theater and Columns című angol Wikipédia-szócikk ezen változatának fordításán alapul.  Az eredeti cikk szerkesztőit annak laptörténete sorolja fel. Ez a jelzés csupán a megfogalmazás eredetét és a szerzői jogokat jelzi, nem szolgál a cikkben szereplő információk forrásmegjelöléseként.